# Barling Magna
Barling Magna – civil parish w Anglii, w Esseksie, w dystrykcie Rochford. W 2011 roku civil parish liczyła 1740 mieszkańców. W obszar civil parish wchodzą także Barling, Little Wakering, Potton Island i Stonebridge.